# Fußball-Verbandsliga Schleswig-Holstein 1999/2000
Die Verbandsliga Schleswig-Holstein wurde zur Saison 1999/2000 das 53. Mal ausgetragen und bildete den Unterbau der viertklassigen Oberliga Hamburg/Schleswig-Holstein. Da die Regionalliga nach der Saison auf zwei Staffeln verkleinert wurde, musste die erstplatzierte Mannschaft Aufstiegsspiele gegen den Sieger der Verbandsliga Hamburg bestreiten. Die Mannschaften auf den vier letzten Plätzen mussten in die Landesliga absteigen.

## Vereine
Im Vergleich zur Saison 1998/99 veränderte sich die Zusammensetzung der Liga folgendermaßen: Eichholzer SV und TSV Lägerdorf waren in die Oberliga Hamburg/Schleswig-Holstein auf-, während der VfR Neumünster wieder aus der Oberliga Hamburg/Schleswig-Holstein abgestiegen war. Die drei Absteiger hatten die Verbandsliga verlassen und wurden durch die vier Aufsteiger Holstein Kiel II (Wiederaufstieg nach einer Saison), Eckernförder SV (Wiederaufstieg nach zwei Jahren), FC Dornbreite (Wiederaufstieg nach 20 Jahren) und Oldenburger SV (erstmals in der höchsten Amateurliga Schleswig-Holsteins) ersetzt.
| Verein           | Stadt                 | Kreis                 | Qualifikation                                         |
| ---------------- | --------------------- | --------------------- | ----------------------------------------------------- |
| VfR Neumünster   | Neumünster            |                       | Absteiger aus der Oberliga Hamburg/Schleswig-Holstein |
| Flensburg 08     | Flensburg             |                       | 3. Platz 1998/99                                      |
| TSB Flensburg    | Flensburg             |                       | 4. Platz 1998/99                                      |
| FC Kilia Kiel    | Kiel                  |                       | 5. Platz 1998/99                                      |
| SV Ellerbek      | Kiel                  |                       | 6. Platz 1998/99                                      |
| Schleswig 06     | Schleswig             | Schleswig-Flensburg   | 7. Platz 1998/99                                      |
| NTSV Strand 08   | Timmendorfer Strand   | Ostholstein           | 8. Platz 1998/99                                      |
| SV Henstedt-Rhen | Henstedt-Ulzburg      | Segeberg              | 9. Platz 1998/99                                      |
| SV Sereetz       | Ratekau               | Ostholstein           | 10. Platz 1998/99                                     |
| SC Comet Kiel    | Kiel                  |                       | 11. Platz 1998/99                                     |
| Husumer SV       | Husum                 | Nordfriesland         | 12. Platz 1998/99                                     |
| TSV Lindewitt    | Lindewitt             | Schleswig-Flensburg   | 13. Platz 1998/99                                     |
| Holstein Kiel II | Kiel                  |                       | Aufsteiger aus der Landesliga Nord                    |
| Eckernförder SV  | Eckernförde           | Rendsburg-Eckernförde | Aufsteiger aus der Landesliga Nord                    |
| Oldenburger SV   | Oldenburg in Holstein | Ostholstein           | Aufsteiger aus der Landesliga Süd                     |
| FC Dornbreite    | Lübeck                |                       | Aufsteiger aus der Landesliga Süd                     |

## Saisonverlauf
Die Meisterschaft und die Teilnahme an den Aufstiegsspielen sichert sich der VfR Neumünster, der sich anschließend gegen den Sieger der Verbandsliga Hamburg, den ASV Bergedorf 85, durchsetzen konnte. Die letzten vier Mannschaften mussten aus der Verbandsliga absteigen: Schleswig 06 nach sechs Jahren, der FC Dornbreite nach einer Saison und der SC Comet Kiel nach vier Spielzeiten. Der SV Ellerbek hatte seine Mannschaft nach dem 16. Spieltag zurückgezogen und musste die Verbandsliga nach fünf Jahren verlassen.

### Tabelle
| Pl. | Verein               | Sp. | S  | U  | N  | Tore    | Diff. | Punkte |
| --- | -------------------- | --- | -- | -- | -- | ------- | ----- | ------ |
| 1.  | VfR Neumünster (A)   | 28  | 19 | 7  | 2  | 074:210 | +53   | 64     |
| 2.  | FC Kilia Kiel        | 28  | 15 | 7  | 6  | 058:300 | +28   | 52     |
| 3.  | Holstein Kiel II (N) | 28  | 15 | 7  | 6  | 049:250 | +24   | 52     |
| 4.  | Flensburg 08         | 28  | 14 | 7  | 7  | 053:360 | +17   | 49     |
| 5.  | Oldenburger SV (N)   | 28  | 13 | 9  | 6  | 047:330 | +14   | 48     |
| 6.  | Husumer SV           | 28  | 13 | 8  | 7  | 054:360 | +18   | 47     |
| 7.  | TSB Flensburg        | 28  | 11 | 9  | 8  | 067:420 | +25   | 42     |
| 8.  | SV Sereetz           | 28  | 11 | 7  | 10 | 059:440 | +15   | 40     |
| 9.  | Eckernförder SV (N)  | 28  | 9  | 7  | 12 | 038:580 | −20   | 34     |
| 10. | NTSV Strand 08       | 28  | 8  | 6  | 14 | 048:710 | −23   | 30     |
| 11. | TSV Lindewitt        | 28  | 8  | 5  | 15 | 040:600 | −20   | 29     |
| 12. | SV Henstedt-Rhen     | 28  | 6  | 9  | 13 | 037:630 | −26   | 27     |
| 13. | Schleswig 06         | 28  | 6  | 6  | 16 | 028:590 | −31   | 24     |
| 14. | FC Dornbreite (N)    | 28  | 2  | 13 | 13 | 024:530 | −29   | 19     |
| 15. | SC Comet Kiel        | 28  | 3  | 7  | 18 | 028:730 | −45   | 16     |
| 16. | SV Ellerbek          | 0   | 0  | 0  | 0  | 000:000 | ±0    | 0      |

| (M) | Staffelsieger der Verbandsliga Schleswig-Holstein 1998/99     |
| (A) | Absteiger aus der Oberliga Hamburg/Schleswig-Holstein 1998/99 |
| (N) | Aufsteiger aus der Landesliga Schleswig-Holstein 1998/99      |